# Severní Korea na Letních olympijských hrách 2016
Severní Koreu na Letních olympijských hrách v roce 2016 v Rio de Janeiru reprezentovala výprava 51 sportovců v 10 sportech.

## Medailisté
| Medaile | Jméno         | Sport                | Soutěž                          |
| ------- | ------------- | -------------------- | ------------------------------- |
| Zlato   | Rim Džong-sim | Vzpírání             | Ženy 75 kg                      |
| Zlato   | Ri Se-gwang   | Sportovní gymnastika | Muži přeskok                    |
| Stříbro | Om Jun-čchol  | Vzpírání             | Muži 56 kg                      |
| Stříbro | Čchoi Hjo-sim | Vzpírání             | Ženy 63 kg                      |
| Stříbro | Kim Kuk-hjang | Vzpírání             | Ženy +75 kg                     |
| Bronz   | Kim Song-guk  | Sportovní střelba    | Muži 50 metrů libovolná pistole |
| Bronz   | Kim Song-i    | Stolní tenis         | Ženy dvouhra                    |